# Modrý opozdilec
Modrý opozdilec je zvláštní typ hvězdy, který se vyskytuje v otevřených i kulových hvězdokupách. Pozornost astronomů přitahují tyto hvězdy tím, že jsou mladší než ostatní hvězdy ve hvězdokupě, ačkoliv to odporuje našim znalostem.

## Popis
Tyto hvězdy působí ve srovnání se svými družkami, jako by vznikly později než ony. Jsou žhavější (a tedy modřejší) a mají poměrně vysokou hmotnost. Velké a žhavé hvězdy obvykle žijí rychle a umírají mladé, ale pro modré opozdilce to neplatí. Zdá se, jako by se loudali za evolucí a zůstávali daleko za ostatními hvězdami kupy. Proto se pro ně začal používat výraz blue stragglers, který se do češtiny překládá právě jako modří opozdilci.

## Objev
V roce 1953 objevil americký astronom Allan Sandage v kulové hvězdokupě M 3 objekty, u nichž se zdálo, jako by nepodléhaly zákonitostem hvězdného vývoje. Spolu s rozvojem pozorovací techniky byli opozdilci objevováni stále častěji, a to nejen ve hvězdokupách kulových, jako je M 3, ale i v těch otevřených.

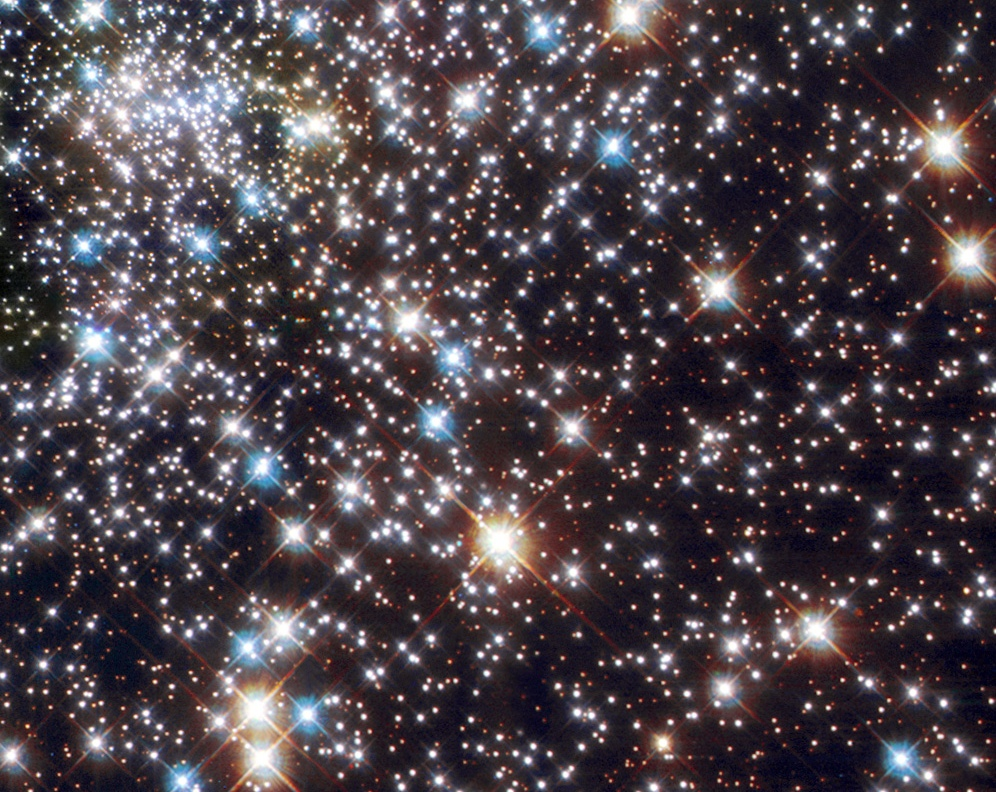
Snímek NGC 6397 pořízený Hubbleovým dalekohledem, na němž je řada jasných modrých opozdilců

## Teorie o vzniku
Vědci si přirozeně začali lámat hlavu nad otázkou, co tento neobvyklý jev způsobilo. S prvním vysvětlením přišel v roce 1964 anglický astronom Iwan Prys Williams. Bylo jednoduché – modří opozdilci prostě vznikli později než ostatní hvězdy. Po teorii opožděného vzniku vystoupil Williams ještě s teorií akrece. Podle ní se hvězda může omlazovat přitahováním hmoty z hustších oblastí hvězdokupy. Ani jedna z těchto teorií se však nepotvrdila. Nyní jsou nejvíce uznávány následující dvě teorie.
- přesouvání hmoty mezi složkami těsných dvojhvězd
- kolize a spojení hvězd v jedinou